# 伊万·西拉耶夫
伊万·斯捷潘诺维奇·西拉耶夫（羅馬化：Ivan Stepanovich Silayev；1930年10月21日—2023年2月8日），俄罗斯政治人物，也是最后一任苏联总理（苏联经济运营管理委员会主席）。

## 生平
生于下諾夫哥羅德州，毕业于喀山航空学院。1980一1981年间任苏联机床制造和工具工业部部长。1981一1985年间任苏联航空工业部部长。1985一1990年间任苏联部长会议副主席。1990一1991年间任俄罗斯苏维埃联邦社会主义共和国部长会议主席。1991一1994年间任俄罗斯驻布鲁塞尔欧洲共同体代表。1994年1月退休。